# Original Six
Az Original Six a National Hockey League első 25 szezonjában (1942–1943-as szezontól az 1967-es bővítésig) szereplő hat csapat összefoglaló neve. Az elnevezés helytelen, mert 1942 előtt számos NHL-csapat megszűnt, így nem csak ez a hat klub szerepelt. A hat csapat közül mindössze kettő volt tagja az NHL megnyitó, 1917–1918-as szezonjának, de mind a hat már a liga első évtizedében csatlakozott az NHL-hez, ezzel mintegy 40 évvel megelőzve egyes együtteseket.
Az Original Six tagjai a következők:
- Montréal Canadiens (1909-ben alapították; alapító tagja az NHL-nek)
- Toronto Maple Leafs (az eredeti csapat az alapítók között volt, de 1927-ben átnevezték)
- Boston Bruins (1924-ben alapították)
- New York Rangers (1925-ben alapították)
- Detroit Red Wings (1926-ban alapították)
- Chicago Blackhawks (1926, "Black Hawks" néven szerepelt ebben az időszakban)